# Келугерень (Нямц)
Келугерень, Келугерені (рум. Călugăreni) — село у повіті Нямц в Румунії. Входить до складу комуни Пояна-Теюлуй.
Село розташоване на відстані 293 км на північ від Бухареста, 35 км на північний захід від П'ятра-Нямца, 124 км на захід від Ясс.

## Населення
За даними перепису населення 2002 року у селі проживали 76 осіб, усі — румуни. Усі жителі села рідною мовою назвали румунську.